# Giovanni Molino
Giovanni Molino (Caresana, Provincia de Vercelli, Italia, 3 de abril de 1931-Caresana, 15 de diciembre de 2024) fue un futbolista y entrenador italiano. Se desempeñaba como defensa.

## Trayectoria
Empezó su carrera profesional en el Casale, en 1948. El año siguiente fichó por el Torino, donde debutó en la Serie A ante la Sampdoria; en 1952 volvió al Casale, cedido a préstamo por el club granata. En 1955, después de tres temporadas en el Torino, fue traspasado a la Lazio, donde permaneció hasta 1961 ganando la Copa Italia 1958. Luego fichó por el Napoli, donde ganó la Copa Italia 1961/62 y concluyó su carrera en 1963.
En la temporada 1963/64 fue el entrenador del Napoli.

## Clubes

### Como futbolista
| Club      | País   | Año         |
| --------- | ------ | ----------- |
| AS Casale | Italia | 1949 - 1950 |
| AC Torino | Italia | 1950 - 1951 |
| AS Casale | Italia | 1951 - 1951 |
| AC Torino | Italia | 1952 - 1955 |
| SS Lazio  | Italia | 1955 - 1961 |
| AC Napoli | Italia | 1961 - 1963 |

### Como entrenador
| Club      | País   | Año         |
| --------- | ------ | ----------- |
| AC Napoli | Italia | 1963 - 1964 |

## Palmarés

### Campeonatos nacionales
| Título         | Club      | País   | Año         |
| -------------- | --------- | ------ | ----------- |
| Copa de Italia | SS Lazio  | Italia | 1958        |
| Copa de Italia | AC Napoli | Italia | 1961 - 1962 |